# Ања Нисен
Ања Нисен (дан. Anja Nissen,Нови Јужни Велс, Аустралија) је аустралијско-данска певачица, текстописац, глумица и плесачица. Године 2014. је победила у аустралијској верзији The Voice. Године 2016. је учествовала на данском избору ѕа Песму Евровизије и завршила на другом месту са песмом Never Alone. Године 2017. је победила на данском избру за Песму Евровизије са песмом Where I Am.